# Jebel Xams
Jebel Xams o Jabal Xams (àrab: جَبَل شَمْس, Jabal Xams, ‘Muntanya del Sol’) és una muntanya situada a la serralada del Hàjar, al nord de la ciutat d'Al Hamra, Oman. Se la coneix com a Jebel Xams perquè és el primer lloc a rebre la sortida del sol a Oman a causa de la seva altura i la seva ubicació oriental dins del país. Amb els seus 3009 m d'alçada, és la muntanya més alta d'Oman.

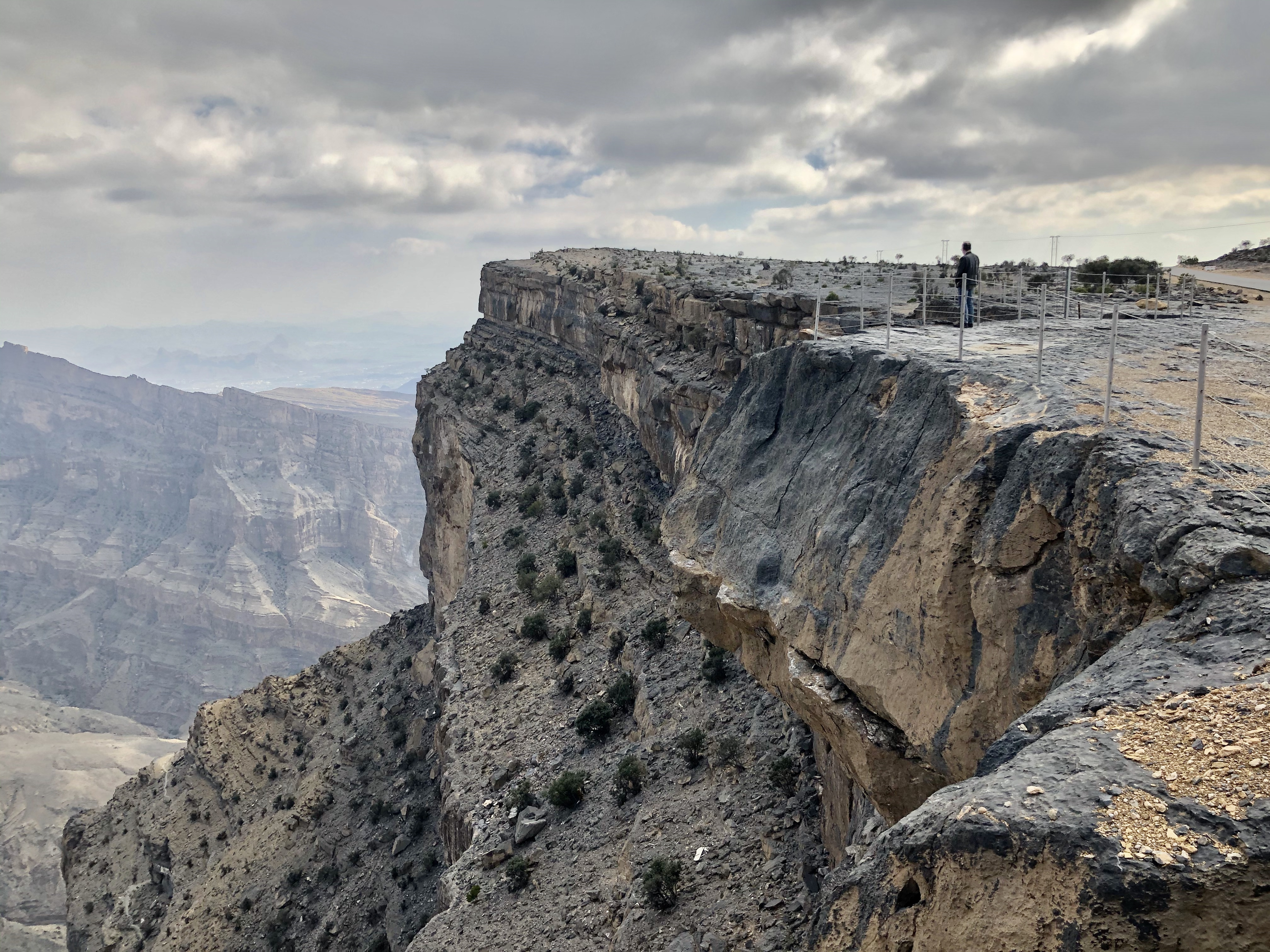
Punt panoràmic a Jebel Xams.

La muntanya és una zona turística popular situada a 240 km de Masqat, capital d'Oman, i de la ciutat turística de Nizwa de la Governació d'Ad Dakhiliyah. Per a pujar-ne el cim, cal anar des de Nizwa fins a la ciutat d'Al Hamra i des d'allà cal arribar fins al lloc anomenat Uadi Ghul per carretera. Aquí és on comença la pujada. Tècnicament no és un ascens difícil, almenys si el sol no colpeja fort. S'hi han preparat rutes de trekking.

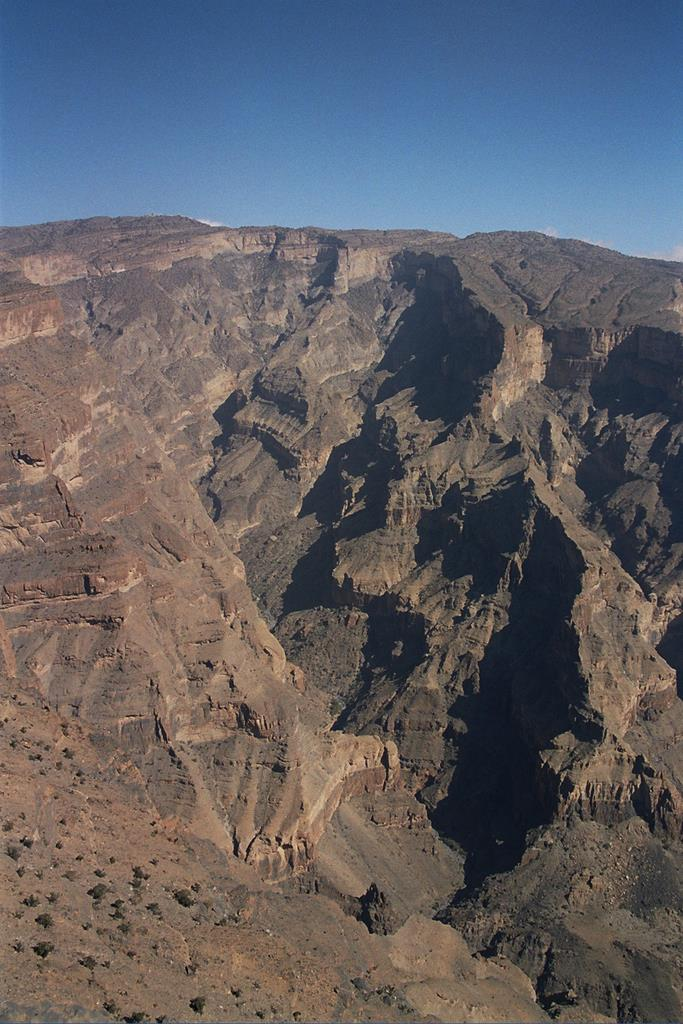
El «Gran Canyon» de l'Orient Mitjà

A l'estiu, la temperatura és d'uns 20 °C i a l'hivern baixa per sota dels 0 °C. Jebel Xams també acull el congost d'Al Nakhur que, amb els seus mil metres de profunditat, ha estat anomenat el «Grand Canyon» de l'Orient Mitjà. Hi ha petits pobles i allotjaments turístics en un altiplà a uns 2000 metres d'alçada al sud-oest del cim. El congost d'Al Nakhu es troba entre l'altiplà i el cim de la muntanya.
A prop hi ha també Jebel Akhdar, un altre cim destacat de la regió amb 2.980 m d'alçada.

## Cims
El punt més alt de la muntanya és el Cim Nord, que està ocupat per una base militar i és una zona restringida. El Ministeri de Turisme del Sultanat d'Oman afirma que el Cim Nord té 3.009 m d'alçada.
La muntanya té també un segon cim, el Cim Sud, que és accessible públicament per fer senderisme a través del W4 Trail, marcat pel Ministeri de Turisme d'Oman. L'elevació d'aquesta segona punta és de 2.997 m.